# بطحيش أبيض الزعانف
بطحيش أبيض الزعانف (الاسم العلمي:Cyprinodon albivelis) (بالإنجليزية: Whitefin pupfish)‏ هو نوع من الأسماك يتبع جنس البطحيش من الفصيلة البطحيشية.